# АТП-1
АТП-1 (сокращение от «артиллерийский тягач полубронированный 1-го типа») — советский проект гусеничного полубронированного артиллерийского тягача, разработанный в период Великой Отечественной войны. Не вышел из стадии макетов из-за переориентации производства завода-разработчика.

## История создания
Проект полубронированного артиллерийского тягача для буксировки противотанковых орудий, получивший обозначение АТП-1, был разработан конструкторским бюро завода №40 в конце 1944 года. Проект был рассмотрен и одобрен, было утверждено создание опытного образца машины. Однако вскоре завод получил задание по организации серийного производства тягачей Я-12 и Я-13Ф, в связи с чем все работы по созданию опытного образца АТП-1 были свёрнуты.

## Описание конструкции
Артиллерийский тягач имел компоновку с передним расположением отделения управления и совмещённого с ним боевого отделения, и задним — моторно-трансмиссионного отделения и грузовой платформы. Экипаж состоял из двух человек — механика-водителя и командира (выполнявшего также функции стрелка), размещавшихся в бронированной кабине соответственно слева и справа.
Бронирование машины — частичное, защищавшее отделение управления и, очевидно, моторно-трансмиссионное отделение. Грузовая платформа была открытой, при необходимости на неё мог устанавливаться закрытый брезентовый тент.
Вооружение машины состояло из одного 7,62-мм танкового пулемета ДТ, установленного на шаровой опоре в лобовом бронелисте корпуса справа.
Подвеска машины — индивидуальная торсионная. Ходовая часть, применительно к одному борту, состояла из переднего направляющего колеса, четырёх опорных катков, заднего ведущего колеса (выполнявшего также функцию опоры) и двух поддерживающих катков малого диаметра.

### Сноски
1. 1 2  Согласно характеристикам серийного полубронированного тягача Т-20, имевшего аналогичную компоновку и схожую конструкцию.